# Puiglafont
El Puiglafont és una muntanya de 716 metres que es troba al municipi d'Orís, a la comarca d'Osona.